# Mbam-Et-Inoubou
Mbam-Et-Inoubou är ett departement i Kamerun.   Det ligger i regionen Centrumregionen, i den centrala delen av landet, 110 km nordväst om huvudstaden Yaoundé. Antalet invånare är 153 020.